# Camponotus ocreatus
Camponotus ocreatus é uma espécie de inseto do gênero Camponotus, pertencente à família Formicidae.